# Graupner
La Graupner è un'azienda tedesca di modellismo.

## Storia

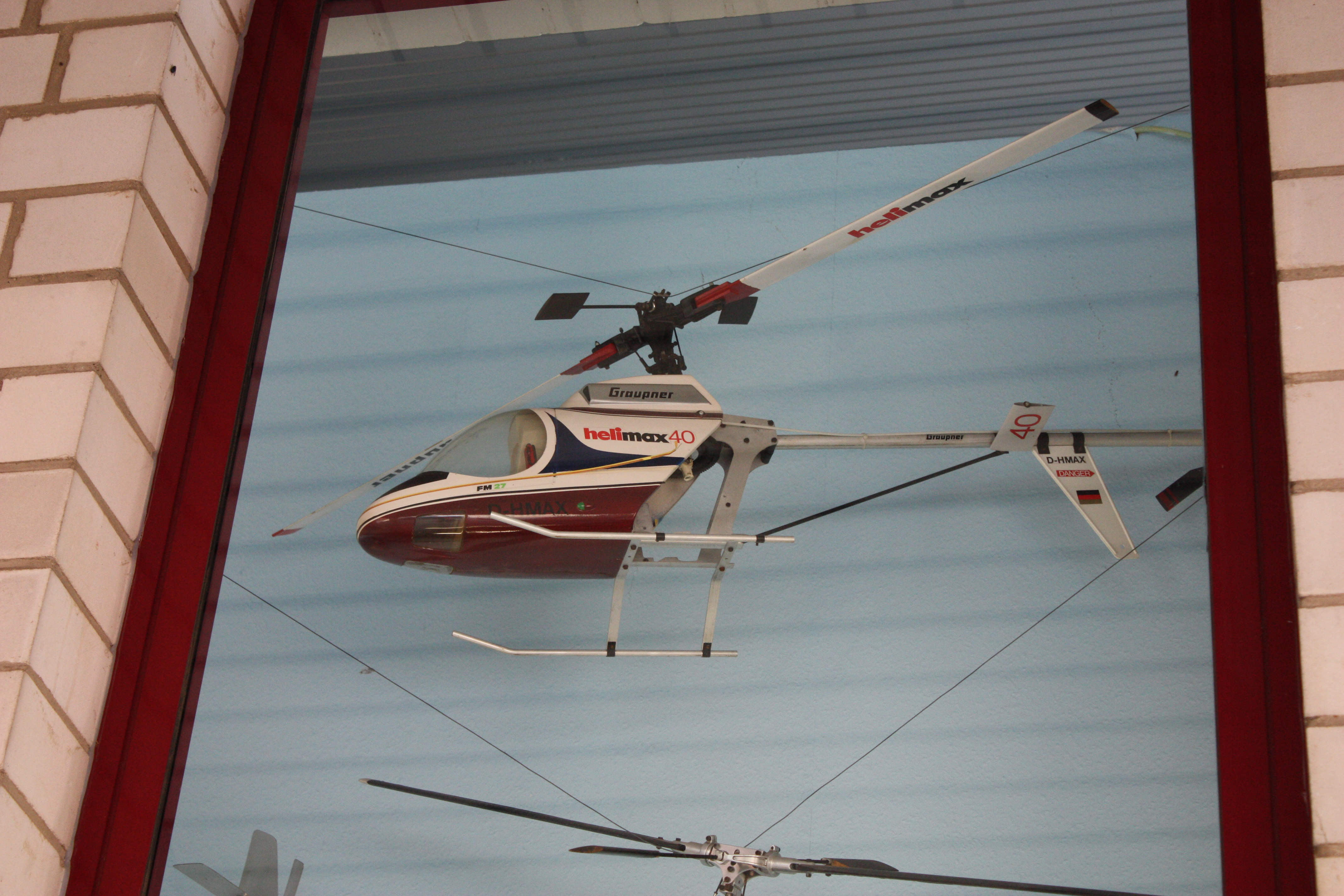
Elimodello Graupner al museo dell'elicottero Hubschraubermuseum Bückeburg, 2010

La Graupner viene fondata nel 1930 a Wangen (Germania) da Johannes Graupner già dipendente della "Cannstatt lavorazione legno". Trasferì la sede dell'azienda a Kirchheim e con pochi dipendenti porto Avanti l'attività in locali in affitto. Si rese conto dello sviluppo che stave interessando il settore della costruzione di modelli di barche e aerei. Nel 1935 commercializzò il primo kit di montaggio di aliante “Graubele”. Le competizioni sportive di aeromedelli fece conoscere l'azienda ai giovani. Con venti dipendenti e una nuova sede in locali di proprietà. Nell'estate de 1938 Johannes Graupner estese la produzione ai modelli di imbarcazioni. Nel 1953 improvvisamente morì il fondatore, il figlio Hans Graupner, prese il commando dell'azienda a 24 anni. La madre lo supporta in ogni modo. Divenendo lui stesso un pilota di aeromodelli e migliorando i prodotti dell'azienda Hans Graupner ebbe successo nell'impresa. Di anno in anno l'azienda si ingrandì costantemente. Nel 1954 si tenne la prima competizione UHU a Braunschweig esattamente il 1º agosto. Nel 1956 il premio “DER KLEINE UHU” vede coinvolti 30.000 giovani. Nel 1957 l'azienda iniziò la commercializzazione dei motori O.S. Engines. Nel 1962 un incendio distrusse la fabbrica; la produzione si trasferì a in Henriettenstraße sempre a Kirchheim. Iniziò la cooperazione con la Grundig in ambito radiocomandi. Nel 1967 venne presentato il primo prototipo di motore Wankel con la O.S. Engines al Wankel Institut di Lindau.  Nel 1976 venne fondata “EBAGEC” in Guayaquil, Ecuador, essenziale per il reperimento di legno balsa. Nel 1983 iniziò la collaborazione con la JR giapponese nel ramo radiocomandi. Nel 1995 Graupner acquisì la HEIM che produceva elicotteri.

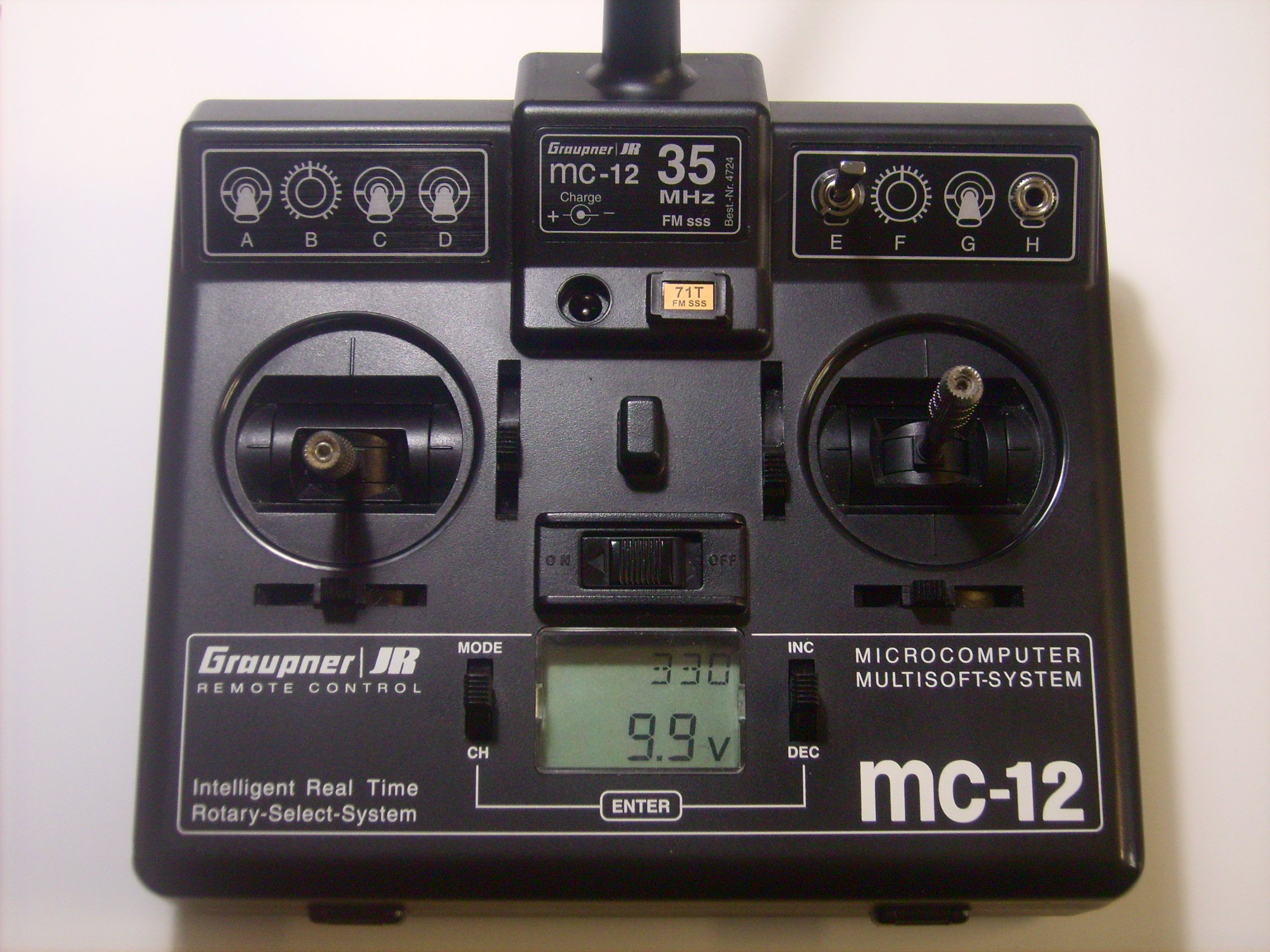
Un radiocomando mc-12 della JR distribuito da Graupner

## Scatole di montaggio e piani di montaggio

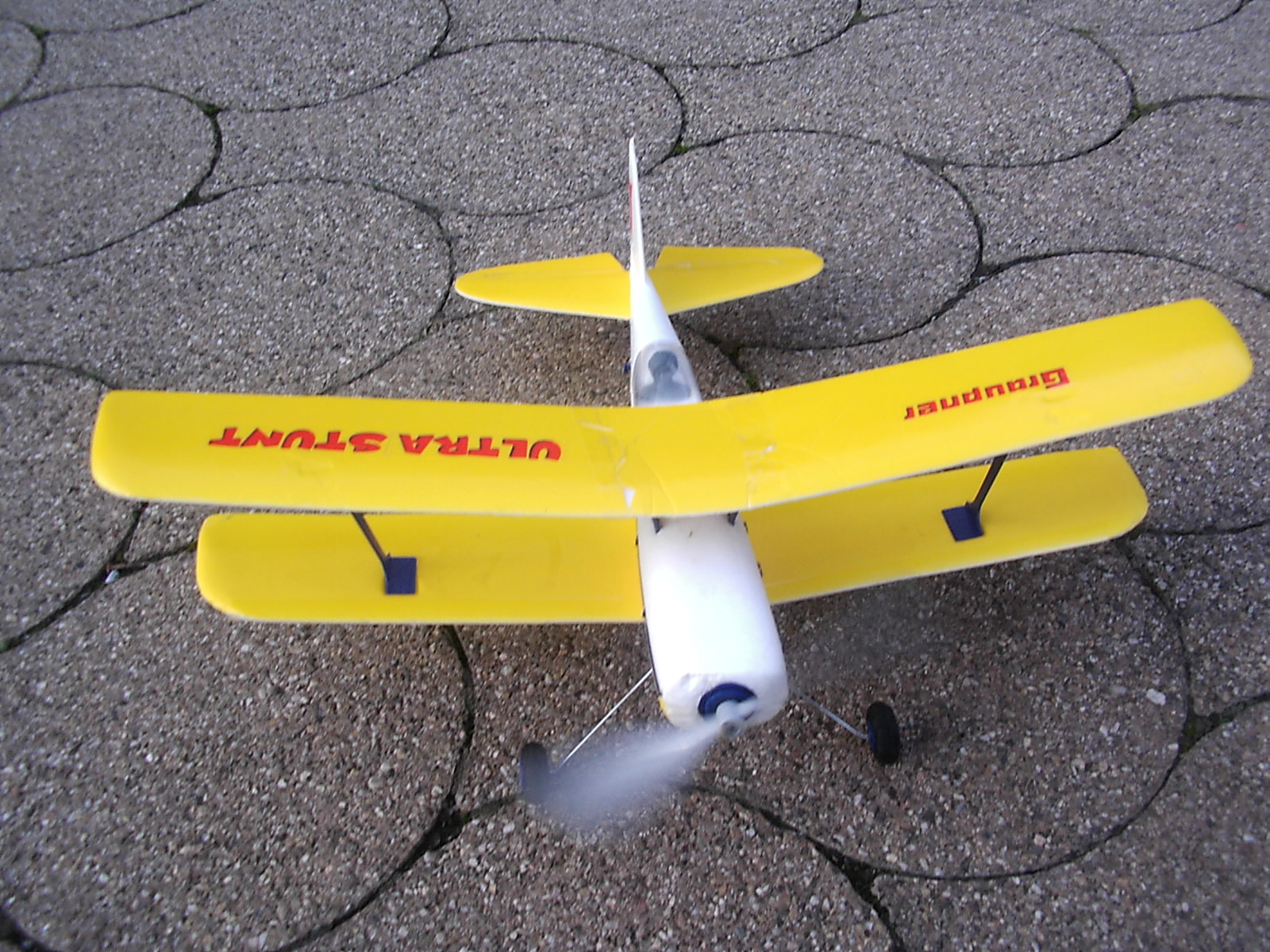
Graupner Ultra Stunt - Aeromodello ad elastico

Dopo l'utilizzo del legno compensato avviene il passaggio alla balsa nei primi anni'50. In collaborazione con modellisti come Wilfried Biesterfeld (volo a filo Ultra Stunter) o Karlheinz Denzin (volo a vela Kadett) vengono creati modelli pedagogici che richiamano l'attenzione dei più giovani.

## Controlli remoti

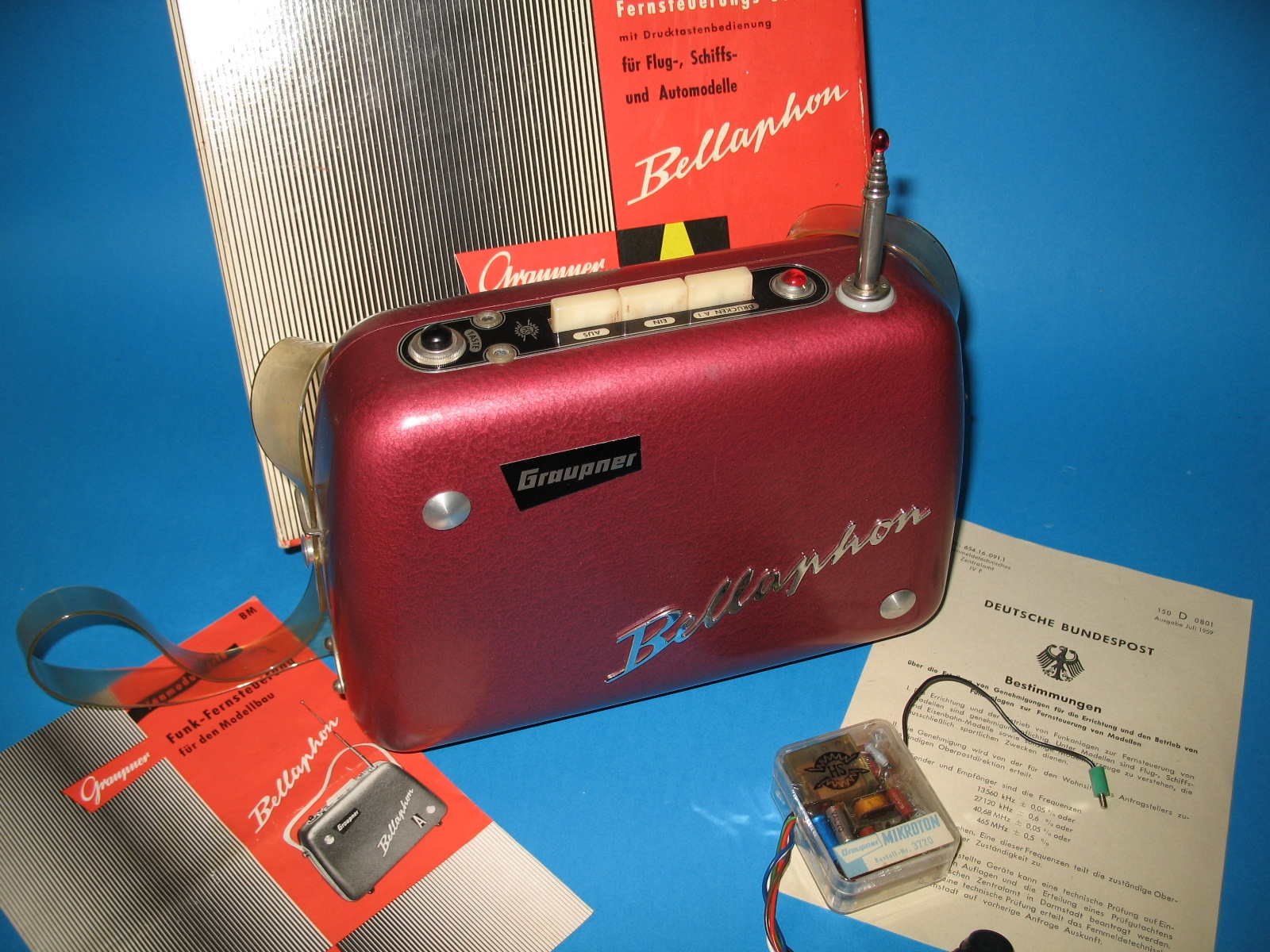
Trasmittente Bellaphon A e ricevente Mikroton

Dal 1954 Graupner produce un velivolo radiocontrollato da un fornitore bavarese, il Klemm con trasmittente Standard 10, Standard 20 e Standard 30/30Q, nelle frequenze 27,12 MHz. Era il periodo dell'invenzione del transistor e dell'abbandono dei tubo termoionico, ancora utilizzato nella prima trasmittente Graupner. La Standard 10 utilizzava un frazionatore elettronico da un pacco batterie, la Standard 20 con due batterie da 75V, la Standard 30Q con oscillatore al quarzo.
La Standard utilizzava due tubi DL68 e DL92 così come l'occhio magico DM70. Dopo alcuni anni l'ibrido transistor-tubo in alta frequenza (HF), e la prima senza modulazione di frequenza, Pendelaudion, amplificatore mediante relè. Nel 1956 Graupner offre una scatola di montaggio come trasmittente, la Tippy.
Nel 1958 la trasmittente Hans Schuhmacher di nuovo concetto viene presentata, della serie Bellaphon A e Bellaphon B così come la ricevente Mikroton – con controllo al quarzo, sulla lunghezza d'onda di 11 m (27,12 MHz). Nel modello Bellaphon A è sostituito il frazionatore meccanico con un transistor-inverter per generare la tensione anodica necessaria da una batteria al piombo, nel Bellaphon B mancava il trasformatore elettrico, a un prezzo più basso, ma necessitava di una batterie di polarizzazione oltre a una serie di batterie per gli anodi.
Anche la ricevente Pendelaudion Mikroton utilizzava ancora tubi termoionici miniaturizzati, con batteria da 30V. 
Nel 1960 non vengono più prodotte radio con tubi termoionici: una  3 canali e una 10 canali vengono immesse sul mercato come Graupner Bellaphon / Polyton e con servocomani Bellamatic e Unimatic, frequenza in HF con utilizzo di transistor.
Nel 1962 assieme alla Grundig AG viene creta la linea Graupner Variophon, Graupner Varioton e Graupner Varioprop. La prima con pluricanali in tecnologia Tip-Tip, la Varioprop 10 del 1968 con tecnologia digitale (dopo il 1966 Digital TX/RX 14).
Negli anni'70 vi furono fabbriche in Austria e Svizzera e un centro produttivo Ecuador per la balsa. Graupner impiegava all'epoca circa 2000 rivenditori.
All'inizio degli anni '80 la giapponese JR Propo viene distribuita dalla Graupner in Germania. La JR Propo con il marchio Graupner/JR commercializza la serie Pultsender in FM e la serie MC. L'ultima apparecchiatura a marchio Graupner fu la MC-32 fornita dalla coreana SJ Incorporated.
Nel 2007 fatturava 40 milioni di € esportati per il 50%. L'11 novembre 2010 muore Hans Graupner, il figlio del fondatore, all'età di 81 anni.
Nel dicembre 2012 avviene la richiesta di fallimento contro Graupner Beteiligungen GmbH davanti alla corte di Esslingen. Alla data del 12 febbraio 2013 viene imposta l'amministrazione controllata. All'inizio del marzo 2013 la Graupner è liquidata e venduta alla SJ Incorporated. Solo un terzo dei dipendenti è stato tenuto dalla nuova società Graupner/SJ. La produzione a Kirchheim è stata smantellata e tenuto solo il servizio clienti.

## Micromotori
Oltre alla commercializzazione dei motori americani Cox e giapponesi O.S. Engines dal 1952 Graupner produsse la serie Taifun (da 1,0 cm³) della Fa. Hörnlein in Vöhringen/Iller. Vennero sviluppati motori come lo Hobby (1 cm³), Hurrikan (1,5 cm³), Rasant (2,5 cm³) e lo Orkan (2,5 cm³). Della O.S. Modellmotoren nel 1970 viene commercializzato il 1-49, a ciclo Wankel.

## Velivoli a motore elettrico
I primi modelli sviluppati da Fred Militky risalgono al 1959. Commercializzati dalla Graupner nel 1960 con il nome Silentius. Il sistema di propulsione era della Faulhaber, Glockenanker, Schrägwicklung con alta efficienza energetica che rendeva possibile per la prima volta l'impiego mobile. Il primo modello elettrico radiocomandato fu lo Hi-Fly del 1973.

## Competizioni per giovani
Nel 1956 iniziarono le prime competizioni di modellismo per giovani con la DAeC. Con il modello „Der kleine Uhu“ (un velivolo a vela di piccole dimensioni in classe A-1, sviluppato da Werner Thies) potevano confrontarsi in competizioni sul territorio nazionale.

## Onorificenze
- 1967: Medaglia d'oro per il modello navale „Nauticus“.
- 1985: Il „DG 100“ miglior modello volante alla Nürnberger Spielwarenmesse.
- 2004: Hans Graupner vince la Staufermedaille del Baden-Württemberg.